# Patricia Ford (femme politique)
Patricia Ford, Lady Fisher, née Patricia Smiles le 5 avril 1921 à Donaghadee et morte le 23 mai 1995 à Chilton, est une femme politique unioniste d'Ulster. Il s'agit de la première femme Membre du Parlement d'Irlande du Nord, ainsi que la seconde femme à être réélue à un siège en Westminster d'une circonscription sur l'île d'Irlande (la première à prendre son siège). 

## Biographie
Elle naît à Donaghadee, dans le Comté de Down, et étudie à la Glendower Preparatory School ainsi qu'à la Glenlola Collegiate School, à Londres, ainsi qu'à l'étranger. Son père, Walter Smiles, est député unioniste d'Ulster.

## Carrière
Ford retourne vivre à Cheshire suite au décès de son père survenu dans le naufrage du MV Princess Victoria en janvier 1953 et est élue sans opposition au Parlement de la circonscription de North Down. Dans son discours inaugural à la Chambre des communes, il lui est demandé de s'excuser par rapport à un article qu'elle avait rédigé dans le Sunday Express dans lequel elle avait mentionné que Bessie Braddock et Edith Summerskill ronflaient lorsqu'ils dormaient dans la salle des dames. L'affaire est rapportée au Comité des privilèges et de la conduite. 
Ford est une fervente défenseuse du salaire égal et soutient le Comité de campagne pour l'égalité salariale dans leurs efforts interpartites. Le 9 mars 1954, elle se joint à Irene Ward du parti conservateur ainsi qu'à Edith Summerskill et Barbara Castle du parti travailliste afin de soumettre la pétition 'Un salaire égal dans les services publics', ayant recueilli plus de 80 000 signatures, au Parlement. Les quatre femmes politiques arrivent ensemble dans une calèche ornée de couleurs de suffragette. 
Elle prend sa retraite lors des élections générales britanniques de 1955. En 1972, elle fonde et copréside le Women Caring Trust, désormais renommé le Hope for Youth Northern Ireland. Elle est renvoyée de la Ladies Orange Benevolent Association après avoir assisté à un mariage célébré à l'Oratoire de Brompton. 

## Vie privée
En 1941, elle épouse le joueur de cricket Neville Ford, le fils du prêtre anglican Lionel Ford, ainsi que le petit-fils du 4e baron Lyttelton. Ils sont les parents de deux filles : Sarah, l'épouse de Michael Grylls, dont le fils est l'explorateur Bear Grylls, ainsi que Mary Rose, mariée et mère de deux enfants. 
Patricia Ford divorce de son premier mari et épouse le député Nigel Fisher, en 1956, devenant la belle-mère de l'homme politique Mark Fisher, député travailliste. Elle acquiert le titre de Lady Fisher lorsque son époux est fait chevalier en 1974.